# Cryptodaphne gradata
Cryptodaphne gradata é uma espécie de gastrópode do gênero Cryptodaphne, pertencente à família Raphitomidae.